# کاغذ عایق الکتریکی
کاغذهای عایق الکتریکی انواع کاغذ هستند که به عنوان عایق الکتریکی در بسیاری از کاربردها استفاده می‌شوند. کاغذهای عایق الکتریکی با ضخامت آنها طبقه‌بندی می‌شوند، ضخامت ورقه‌ها کمتر از ۰٫۰۳۸۱ میلی‌متر و ضخامت لوح‌ها بیش از ۰٫۵۰۸ میلی‌متر تولید می‌شوند. انواع کاغذهایی هستند که به دلیل داشتن سلولز خالص دارای خواص الکتریکی مناسبی هستند و در بسیاری از موارد به عنوان نارسانای الکتریکی استفاده می‌شوند. سلولز عایق خوبی است و همچنین قطبی است و ثابت دی الکتریک آن به‌طور قابل توجهی بیشتر از یک است. محصولات کاغذی الکتریکی بر اساس ضخامتشان طبقه‌بندی می‌شوند، در صورتی که ضخامتشان کم‌تر از از ۱٫۵ میلی اینچ (۰٫۰۳۸۱ میلی‌متر) باشد، در دسته کاغذهای نارسانا قرار می‌گیرند و اگر ضخامتشان بیش از ۲۰ میلی اینچ (۰٫۵۰۸ میلی‌متر) باشند، در دسته تخته یا بردهای نارسانا قرار می‌گیرند.

## تاریخچه
استفاده از تخته‌های کاغذی به عنوان کاغذ عایق الکتریکی در اواسط قرن بیستم آغاز شد. از زمان نیاز به ترانسفورماتورهای الکتریکی با ولتاژ بالا، نیاز به یک ماده عایق وجود دارد که بتواند در برابر تنش‌های الکتریکی و فیزیکی بالا که در اطراف هسته و سیم پیچ‌ها ایجاد می‌شود، مقاومت کند. تخته پرس، تخته ای که از فشرده کردن لایه‌های کاغذ به یکدیگر و خشک کردن آنها ساخته می‌شود، برای نصب در بسیاری از اولین ماشین‌های الکتریکی استفاده شده‌است. با این حال، با افزایش تکنولوژی الکتریکی، نیاز به ماده ای با چگالی بالاتر شد که قادر به عایق سازی قطعات داخلی ترانسفورماتورهایی با ولتاژهای کاری بسیار زیاد و بزرگ باشد. در اواخر دهه ۱۹۲۰، آقای هانس تشودی فود مدیر شرکت الکتریکی ویدمن (Weidmann Electrical Technology AG) شد و شروع به توسعه نوعی تخته‌های پرس شدهٔ نارسانا کرد که استانداردهای بالاتر مورد نیاز برای ترانسفورماتورهای جدیدتر و قدرتمندتر را برآورده می‌کرد. بر خلاف روش‌های قدیمی تر تولید تخته پرس نارسانا، تختهٔ نارسانای ترانسفورماتور بر اساس کاغذ یا تکه‌های پنبه ای استوار نبود، بلکه از سلولز سولفات با خلوص بالا ساخته می‌شد. محصول جدید صرفاً از سلولز بدون رزین یا بایندر ساخته شده بود که قابلیت‌های عایق الکتریکی را بهبود می‌بخشید و امکان این وجود داشت که آن را کاملاً خشک، گاز زدایی و آغشته به روغن کرد. محصول جدید با نام تخته ترانسفورماتور به شهرت رسید. در طول دهه ۱۹۳۰، روش‌های جدید تولید و پیشرفت در این زمینه موجب شد که تقریباً تمام قطعات عایق ترانسفورماتورها را با قطعات ساخته شده از تخته ترانسفورماتور جایگزین کنند.
در سال ۱۹۷۰، شعبه ای از صنایع برق ویدمن در سنت جانزبری، ورمونت، بزرگ‌ترین تخته ترانسفورماتور را با ابعاد ۱۲٫۵ اینچ در ۲۱٫۸ اینچ تولید کرد. در آن زمان، شرکت مستقر در ورمونت EHV Industries نام داشت.

## تولید
هرچقدر محل کارکرد کاغذهای نارسانا حساس تر باشد، کاغذ تولیدشده باید تمیزتر و دارای کیفیت بالاتری باشد. ماشین‌های تولید کاغذهای نارسانا هنگام تولید کاغذهای نارسانای الکتریکی با دقت و کیفیت بالاتر، از آب دیونیزه یا حتی آب مقطر استفاده می‌کنند. کاغذهای نارسانای الکتریکی از خمیر کاغذ کرافت سفید نشدهٔ با کیفیت بالا، ساخته می‌شوند.

## کاربرد
- کاغذ کابل

کابل‌های برق بر اساس ولتاژ و جریان گذرنده از آنها طبقه‌بندی می‌شوند. کابل‌های تلفن دارای ولتاژ و جریان متوسطی هستند که با کابل‌هایی که جریان الکتریکی متوسطی را هدایت می‌کنند یا سیگنال‌های الکتریکی را ارسال می‌کنند، هم گروه هستند. کابل‌های تلفن دارای تعداد زیادی سیم رسانا هستند که به صورت جداگانه عایق بندی شده‌اند. برای اینکه کاغذ بیش از حد ضخیم نشود، لایه‌های عایق کاغذی باید نازک باشند تا حدی که چگالی جرم در واحد سطح آنها در مقیاس ۳۰–۴۰ گرم در متر مربع است. یک کابل برق معمولی به عایق بیشتری نیاز دارد و بنابراین از کاغذی با تراکم لایه‌های کاغذی بالاتری استفاده می‌شود که معمولاً چگالی جرم در واحد سطح آنها ۶۰–۱۹۰ گرم در متر مربع است. کاغذ باید محکم، الاستیک، یکنواخت و عاری از سوراخ یا ضایعات اضافی باشد. البته به مرور زمان و پیشرفت تکنولوژی، عایق‌های پلاستیکی، نقش بیشتری در کابل‌ها ایفا کردند.
- کاغذ کابل برق فشار قوی

کابل‌های برق زیردریایی در ولتاژهای بسیار بالا (بیش از ۴۰۰ کیلو ولت) یکی از مهم‌ترین و حساس‌ترین فرایندهایی هستند که برای کامل کردن شبکه‌های برق سراسری کشورها ضروری اند. چگالی سطحی کاغذ نارسانای به کار رفته در این نوع از کابل‌های فشار قوی که در زیر آب هستند به‌طور معمول ۶۵–۱۵۵ گرم در متر مربع است و معمولاً در دستگاه‌های تولید کاغذ دو لایه تولید می‌شوند. مزیت استفاده از کاغذ نارسانا در کابل‌های دریایی این است که در صورت نشتی آب دریا به داخل آن، کاغذ متورم شده و از نفوذ آب به لایه‌های داخلی کابل جلوگیری می‌کند.
- بافت خازن

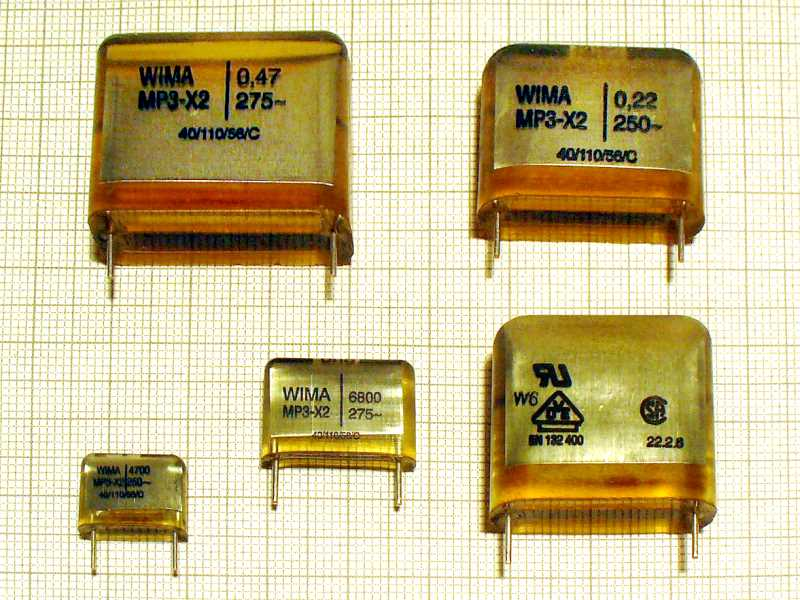
کاغذ متالیز شده (MP) WIMA این‌ها می‌توانند به‌طور ایمن به شبکه AC با امپدانس کم با ولتاژ نامی AC (در اینجا، ۲۵۰ و ۲۷۵ ولت) متصل شوند. خازن‌های «معمولی» ممکن است «در سراسر خط» وصل نشوند حتی اگر رتبه‌های DC آنها بسیار بالاتر از ولتاژ AC باشد. علامت گذاری ۴۰/۱۱۰/۵۶ شرایط آب و هوایی را بر اساس IEC 60068-1 (-40˚C تا +۱۱۰˚C) نشان می‌دهد.

این کاغذ نارسانا در خازن‌ها استفاده می‌شود و یک کاغذ فوق‌العاده تمیز و نازک (معمولاً ۶–۱۲ گرم بر متر مربع) است که بسیار براق و درخشان شده‌است. این نوع کاغذ نارسانا که در خازن استفاده می‌شود از خمیر کاغذ کرافت تمیز تولید می‌شود که بسیار تصفیه شده‌است. کاغذ بر روی ماشین‌های کاغذی کوچک با سرعت کم ساخته می‌شود، زیرا سطح نازک آن نباید دچار آسیبی شود که در زمان استفاده و تولید خازن در کارکرد آن اختلال ایجاد کند.
- برد ترانسفورماتور

تخته یا برد نارسانای ترانسفورماتور، عمدتاً در ترانسفورماتورهای روغنی استفاده می‌شود که در آن ساختار عایق یا نارسانای جامد مورد نیاز است. این تخته پرسِ نارسانا تا ضخامت ۸ میلی‌متر است. تخته در زمان تولید در طول مسیر خط تولید روی استوانه‌های شکل دهنده مرطوب ساخته می‌شود و زمانی که به ضخامت مورد نظر رسید توسط یک کاتر قطع می‌شود. در مراحل بعدی تولید، این ورق‌های قطع شدهٔ مرطوب با پرس گرم یا سرد خشک می‌شوند و روی دستگاه‌های دیگری، بقیه مراحل تولید نهایی را طی می‌کنند.